# Храм Флора и Лавра (Степурино)
Церковь Флора и Лавра — православный храм в селе Степурино Старицкого района Тверской области России.

## История
Первые сведения о существовании храма в Степурино датируются 1551 годом.
Современный каменный храм был построен в 1835 году на средства местного помещика Ивана Максимовича Ильинского. Главный престол освящён во Флора и Лавра. Храм имеет два придела: правый — в честь Арсения епископа Тверского и левый — в есть Николая Чудотворца.
В 1 км от Степурино, в сторону деревни Алферьево, находилось старинное кладбище, среди которого ещё в начале XX века стояла деревянная часовня, построенная в 1897 году.
В 1930-е годы храм был закрыт советским властями, здание стало разрушаться.
В 2006 году началось восстановление храма.

## Архитектура
Кирпичный оштукатуренный храм, построенный в стиле классицизма. Основной объём храма — высокий четверик, несущий световой купол-ротонду с двенадцатью окнами. С востока к нему примыкает полуциркульная апсида, с запада — трапезная, перекрытая крестовыми сводами. Рядом с храмом находится отдельно стоящая колокольня, построенная в стиле барокко.
Комплекс храма является памятником архитектуры радиального значения.

## Галерея

Храм Флора и Лавра в Степурино
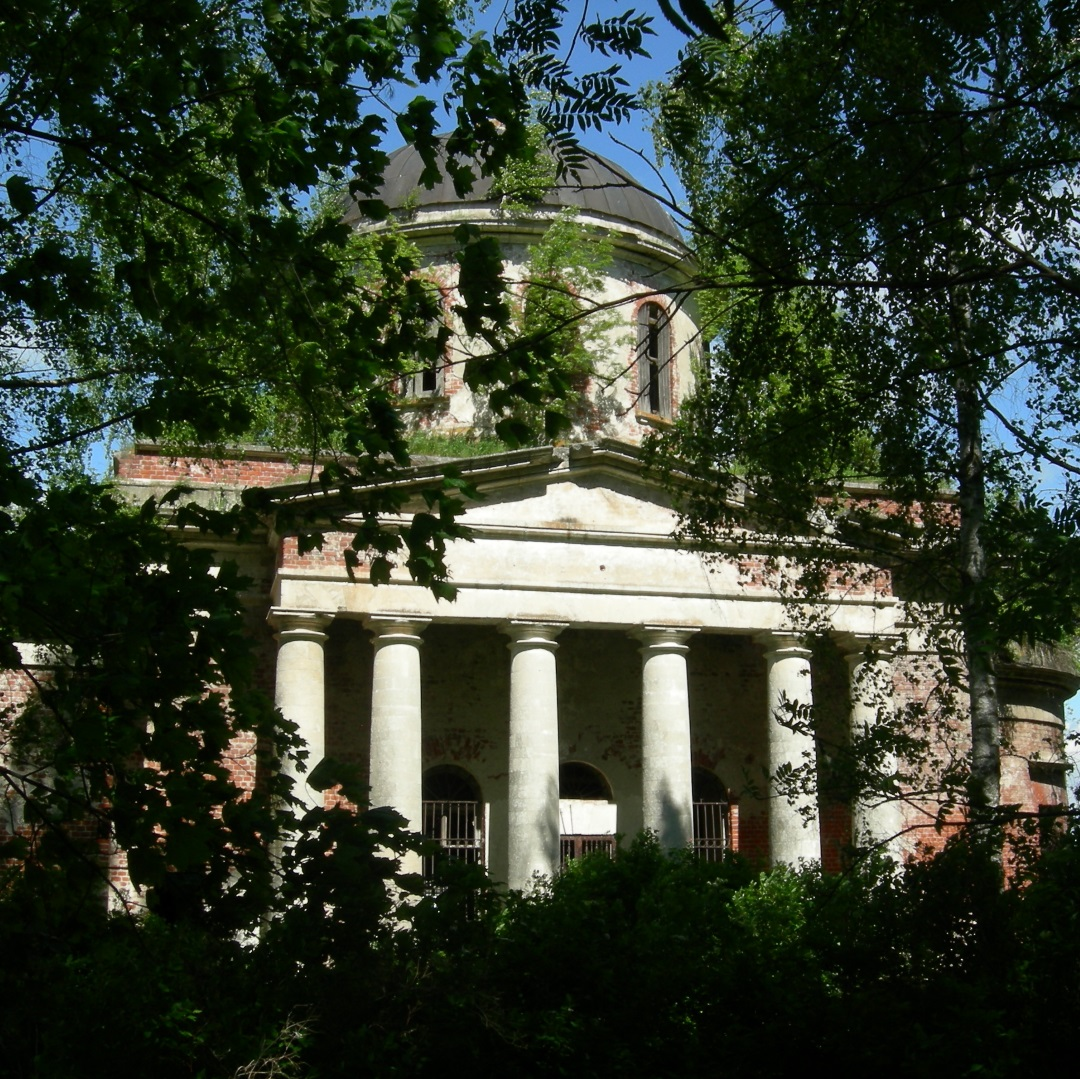
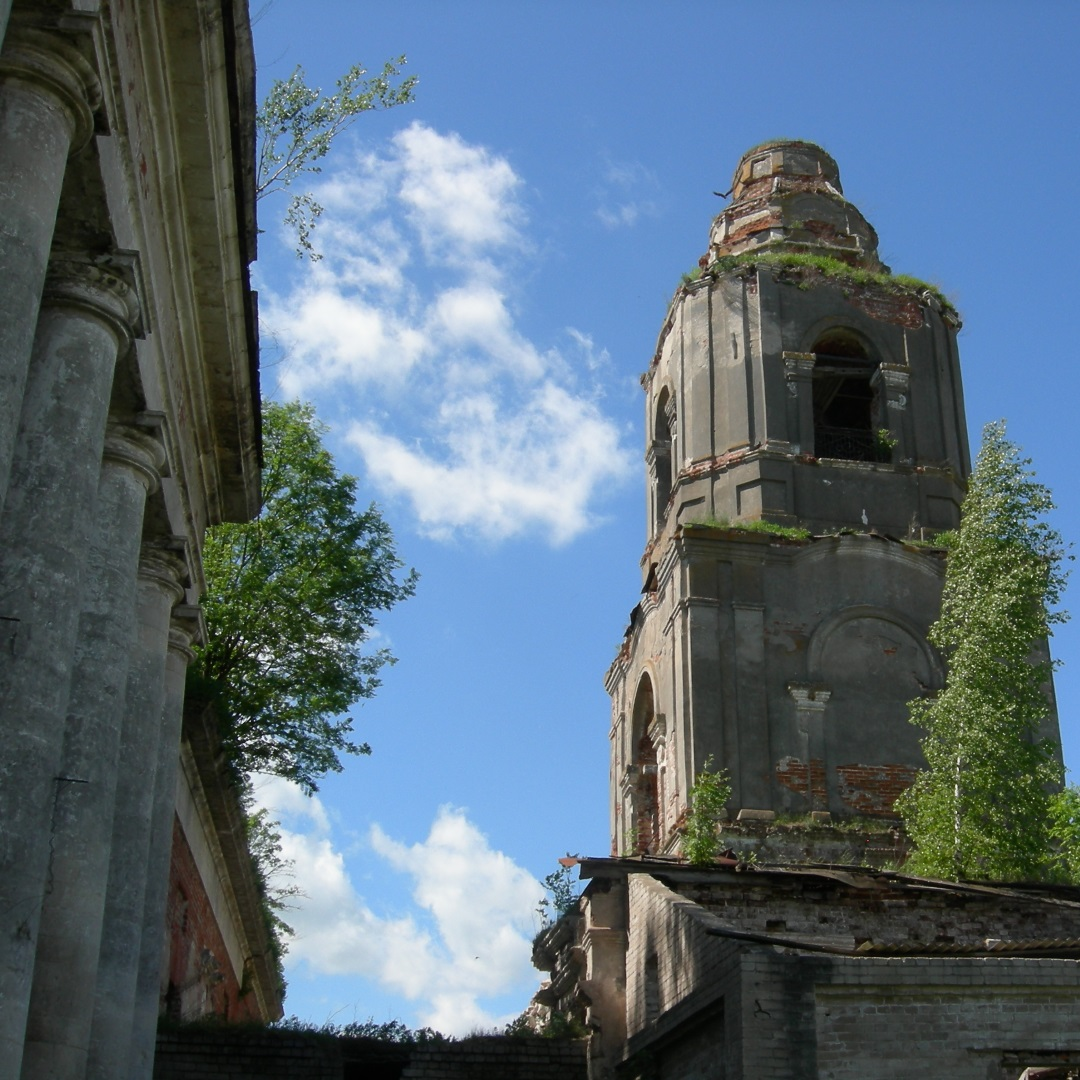
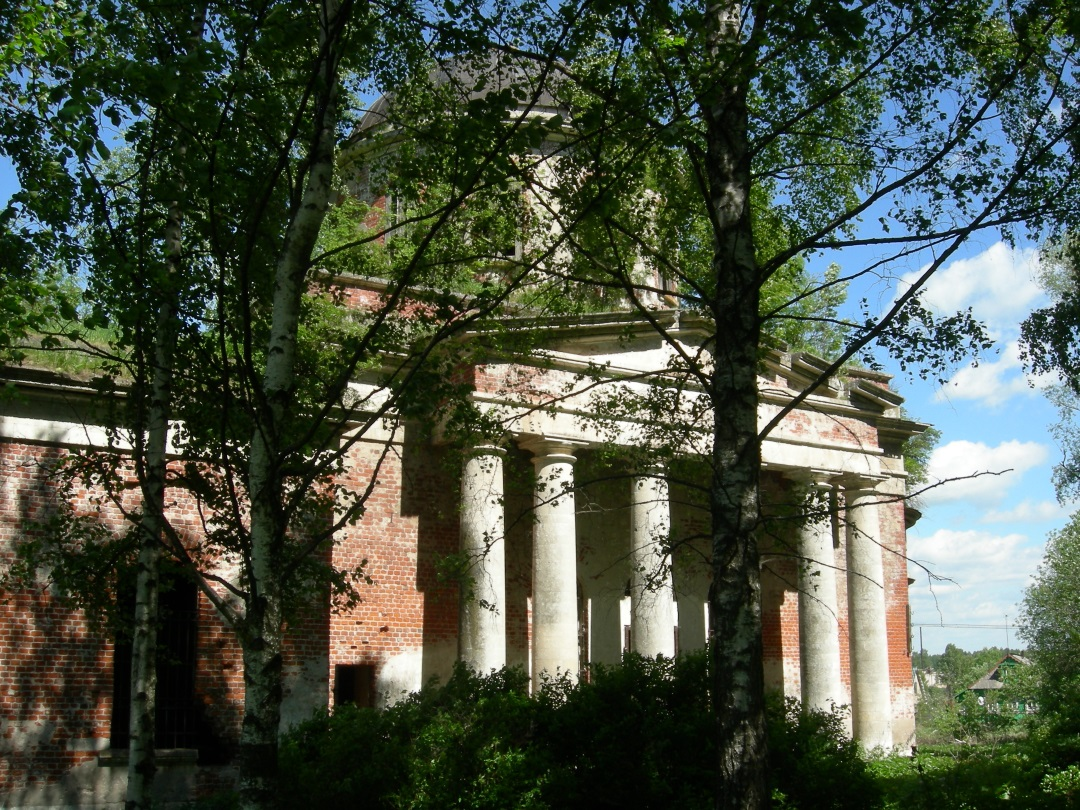